# Racismo en los inicios del cine de los Estados Unidos
Hubo una frecuente aparición del racismo en los inicios del cine de los Estados Unidos, en la primera parte del siglo XX. Un ejemplo de esto sería El nacimiento de una nación, que promovía la supremacía blanca, entre otras cosas. Con el tiempo, como las relaciones interraciales se han calmado, han empezado a aparecer en el cine parodias y documentales sobre el racismo.

## Antecedentes

### Inicios

#### Afroamericanos
Al inicio del cinematógrafo, a fines del siglo XIX existió un subgénero cinematográfico llamado "watermelon pictures" (películas de la sandía), que consistía en caricaturas cinematográficas sobre la vida de los afroamericanos, que mostraban supuestos hábitos típicos como comer sandías, bailar el cakewalk y robar pollos, con títulos tales como The Watermelon Contest (El concurso de la sandía, 1896), Dancing Darkies (Negritos bailarines, 1896), Watermelon Feast (Festín de sandía, 1896), y Who Said Watermelon? (¿Quién dijo sandía?; 1900, 1902). Los personajes afroamericanos eran inicialmente interpretados por actores negros, pero desde alrededor de 1903 en adelante, fueron reemplazados por actores blancos que usaban blackface.
Muchas de estas películas representaban a los afroamericanos con un virtualmente incontrolable apetito por las sandías; por ejemplo, en The Watermelon Contest y Watermelon Feast se incluyen escenas de negros consumiendo frutas a tal velocidad que escupían pulpa y semillas. Novotny Lawrence sugirió que esas escenas tenían el subtexto de retratar a la supuesta hipersexualidad masculina del negro, en la cual los hombres negros "aman y desean la fruta de la misma manera en la que aman el sexo... En resumen, los hombres negros tienen un 'apetito' por la sandía y siempre tratan de ver 'quién puede comer más' con la fuerza de este 'apetito' representado por hombres negros frenéticamente devorando sandías".
En 1915, se estrenó la película El nacimiento de una nación de D. W. Griffith. En ella se muestra a los miembros del Ku Klux Klan como salvadores de la nación, los cuales ayudarían a traer un gobierno estable y defender sus valores. En la película aparecen actores con blackface representando a los negros como salvajes lujuriosos, un peligro activo para los estadounidenses blancos para justificar la violencia contra ellos. Después del estreno de la película la violencia contra los afroamericanos aumentó, incluido el resurgimiento del Ku Klux Klan en noviembre del mismo año.
En 1927 se estrenó El cantante de jazz, considerada la primera película sonora. Uno de sus temas principales era el uso del blackface por el personaje Jack Robins. El investigador Corin Willis dijo sobre la película:

Aunque los chistes racistas y las insinuaciones llaman la atención en la persistencia posterior de los inicios del cine sonoro, las imágenes del blackface en El cantante de jazz son el núcleo del tema principal de la película, una exploración artística y expresiva de la idea de duplicidad y mezcla étnica en la identidad estadounidense. De los más de setenta ejemplos de blackface que he visto en películas del cine sonoro primitivo de entre 1927 y 1953 (incluyendo las nueve apariciones que Jolson hizo después), El cantante de jazz es única en esto, es la única película donde el blackface es fundamental para el desarrollo de la historia y la expresión temática.

#### Árabes
En el año 1921 se estrenó la película El caíd con Rodolfo Valentino como actor principal. La película en sí fue un éxito en taquilla, sin embargo mostró a los árabes como bestias salvajes que subastaban a sus propias mujeres. A esta película le siguió, pocos años después, El hijo del caíd, que también presentaba alusiones racistas. Incluso un periodista del New York Times le preguntó a Rodolfo si su personaje adinerado podría enamorarse de una salvaje (una mujer árabe). Este respondió diciendo: “Las personas no son salvajes por tener la piel oscura. La civilización árabe es una de las más antiguas del mundo… los árabes son dignos y de mente aguda.” En el ensayo “Los árabes en Hollywood: una imagen injusta”, Scott J. Simon sostiene que de todos los grupos étnicos que se han representado en las películas de Hollywood, “la cultura árabe ha sido la más incomprendida y a la que se le han asignado los peores estereotipos”:

Los papeles de Rodolfo Valentino en El caíd (1921) y El hijo del caíd (1926) sentaron las bases para la exploración y la representación negativa de los árabes en las películas de Hollywood. Tanto El caíd como El hijo del caíd representaron a los personajes árabes como ladrones, embusteros, asesinos y salvajes.

También señaló la película Un hijo del Sahara (1924) como “el ataque subconsciente más grave a la cultura árabe de todas las películas arábigas de la década de 1920”.

#### Asiáticos
El papel del racismo en contra de los asiáticos orientales en Hollywood, también comenzó en la década de 1920. Charlie Chan (en realidad basado en el verdadero Chang Apana), un supuesto “asiático bueno” se utilizó como antítesis para Fu Manchú, el renombrado “asiático malo”. En 1923, se estrenó la serie fílmica británica muda The Mystery of Dr. Fu-Manchu. Esta serie fílmica marcó el inicio de décadas de películas sobre la temática de Fu Manchú. En 1929, se estrenó la película estadounidense The Mysterious Dr. Fu Manchu protagonizada por Warner Oland.

#### Indígenas norteamericanos
Los estereotipos racistas de Hollywood que retrataban a los indígenas norteamericanos como nobles salvajes empezaron en las películas estadounidenses. En particular, la noción del estereotipo del “noble salvaje". A lo largo de la década de 1900 se rodaron muchas películas que perpetúan los estereotipos de los indígenas norteamericanos.

### La edad dorada de Hollywood
En 1939, se estrenó una de las películas más exitosas del periodo clásico, Lo que el viento se llevó. El periodista Sebastián Valle escribió sobre la película: "Lo que el Viento se Llevó es el manifiesto del afroamericano ideal para el sur blanco: sumisos, leales y maternales con sus dueños. Este estereotipo, descendiente del Tío Tom -y su versión femenina Mummy-, defendían, e incluso celebraban la esclavitud".
Por el papel de matrona, Hattie McDaniel fue la primera mujer de color en ganar un Oscar como actriz de reparto. La noche de la ceremonia era la única afroamericana en el auditorio. El estudio le había escrito un discurso en caso de que ganara, pero ella avanzó desde su asiento segregado, y entre lágrimas improvisó un agradecimiento. Tenía un simple pedido: “que se les dé más crédito a los de mi raza en la industria cinematográfica”.
En los años 40 del pasado siglo, gente como el actor afroamericano Dudley Dickerson aparecía en las películas de Los tres chiflados. Usaban a Dudley por sus ojos saltones y por su representación de los estereotipos de la época. Las visiones predominantes de Hollywood en ese tiempo ayudaron a parar su progreso en su carrera, pero nunca se quejó por su línea de trabajo y de hecho disfrutaba de lo que hacía. Un corto de los Chiflados posterior, The Yoke's on Me, mostraba una visión estereotípica de los japoneses.
Las películas de este periodo empezaron a incrementar los estereotipos, que generaciones anteriores habían comenzado. Los estereotipos de Charlie Chan y Fu Manchú, progresivamente empezaron a estar más activos en las películas. Republic Movies produjo una serie fílmica de quince episodios titulada Drums of Fu Manchu, de la cual posteriormente se rodó una película. Esto trajo de vuelta el estereotipo de Fu Manchú después de años de inactividad en Hollywood. El estereotipo del "Doctor Diablo" estuvo ausente en el cine entre 1940 y 1965.
Los estereotipos árabes también desempeñaban una función concreta en las películas de la época. Esto incluía el uso de bailarinas de  la danza del vientre y multimillonarios. El estereotipo de la danza del vientre apareció por primera vez en el cine en 1897, cuando el quinetoscopio de Thomas Edison mostraba a las mujeres bailando.